# Bandiera del Baden

Bandiera del Baden (1871-1891)

Bandiera del Baden (1891-1935, 1947-1952)

La bandiera del Baden mostrava una combinazione di giallo e rosso, i colori araldici dello stato tedesco del Baden. 
Una bandiera bicolore rosso-gialla venne introdotta come bandiera per il Granducato di Baden (1806–1918) nel 1871. Questa venne rimpiazzata da una bandera tricolore giallo-rosso-giallo nel 1891. A seguito dell'abolizione della monarchia con la fine della prima guerra mondiale, la Repubblica di Baden che venne fondata continuò ad utilizzare quest'ultima bandiera tricolore. Dopo l'ascesa al potere del nazismo in Germania nel 1933, le bandiere locali degli stati tedeschi ed i loro relativi simboli vennero soppressi. Dopo la seconda guerra mondiale la parte meridionale del Baden divenne parte dell'area di occupazione francese, nota come Baden meridionale, che continuò ad utilizzare la bandiera tricolore sino a quando lo stato intero non divenne parte della Germania moderna e inglobato nello stato del Baden-Württemberg.
La bandiera continua ad ogni modo ad essere un simbolo regionale molto forte e molti privati la espongono.

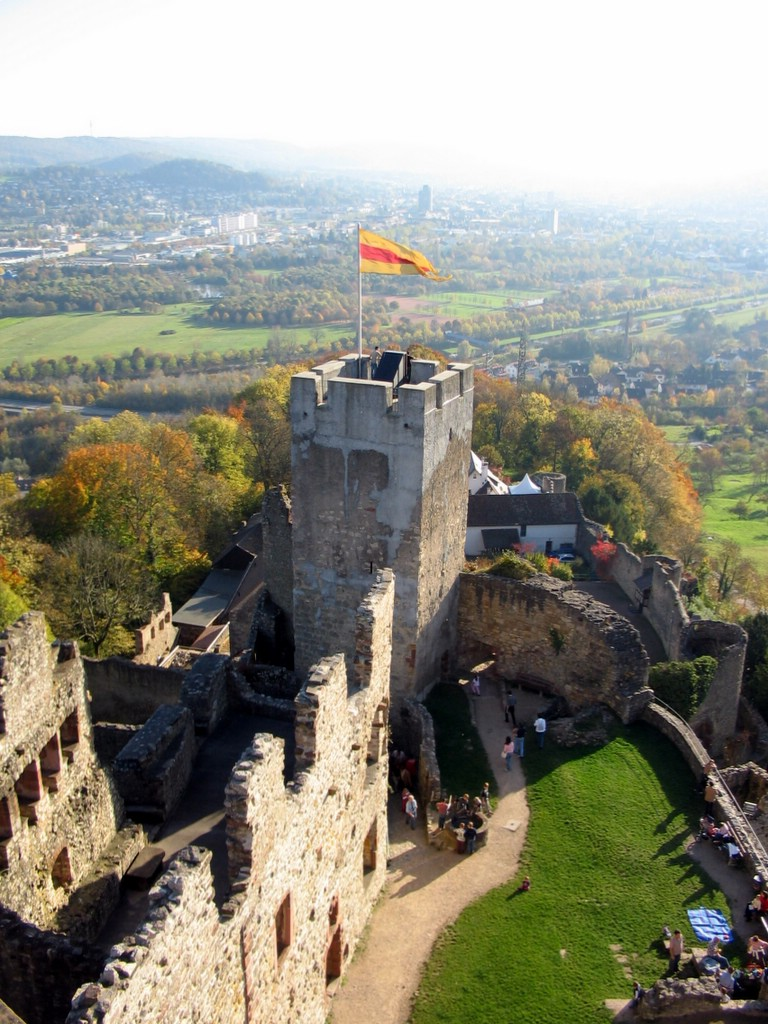
La bandiera del Baden sventola sul Castello di Rötteln a Lörrach